# Schneegrenze

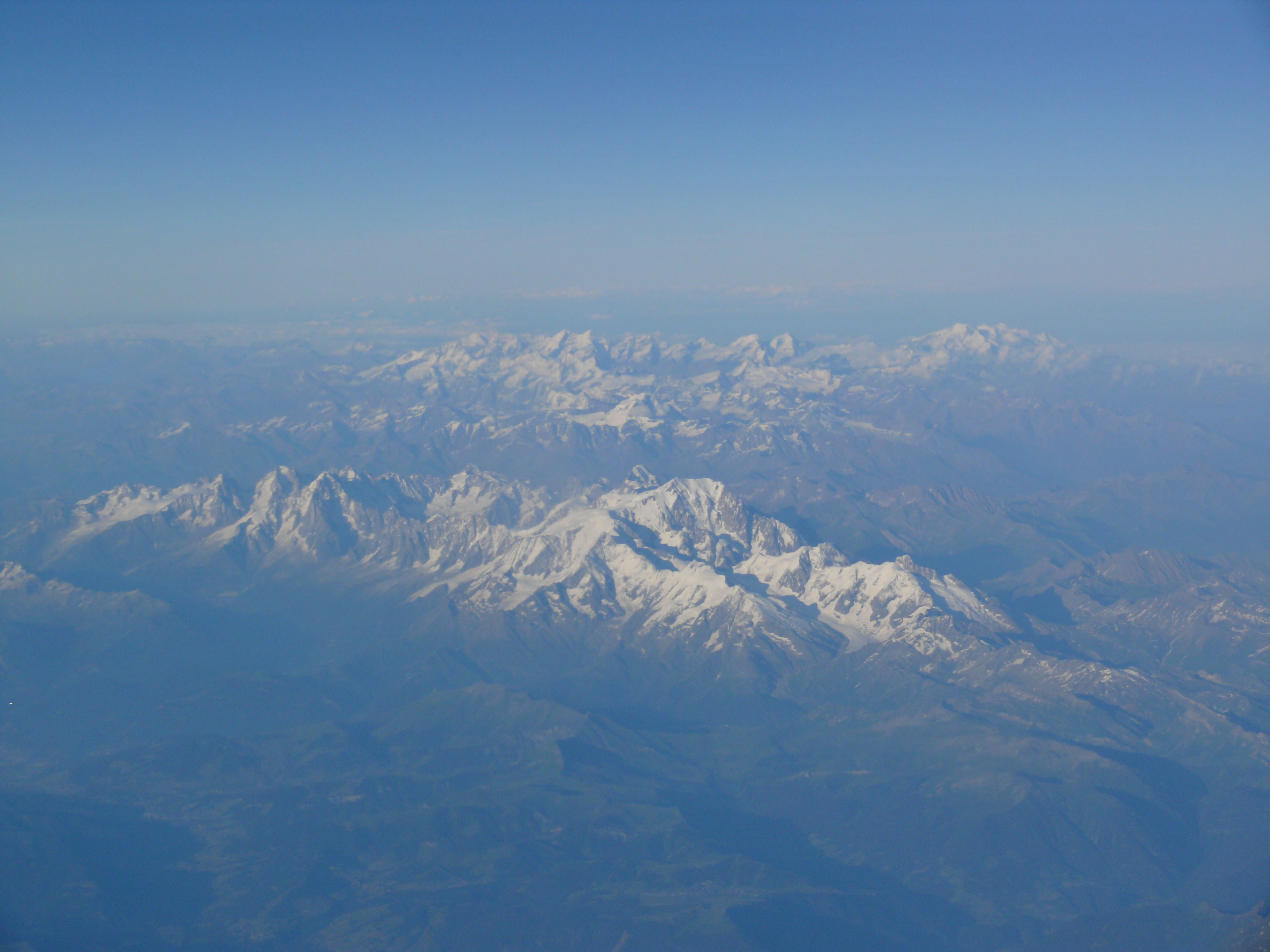
Die Alpen (vorne Mont-Blanc-Gruppe, dahinter Walliser Alpen) im Sommer: Zu erkennen ist die permanente oder auch klimatische Schneegrenze

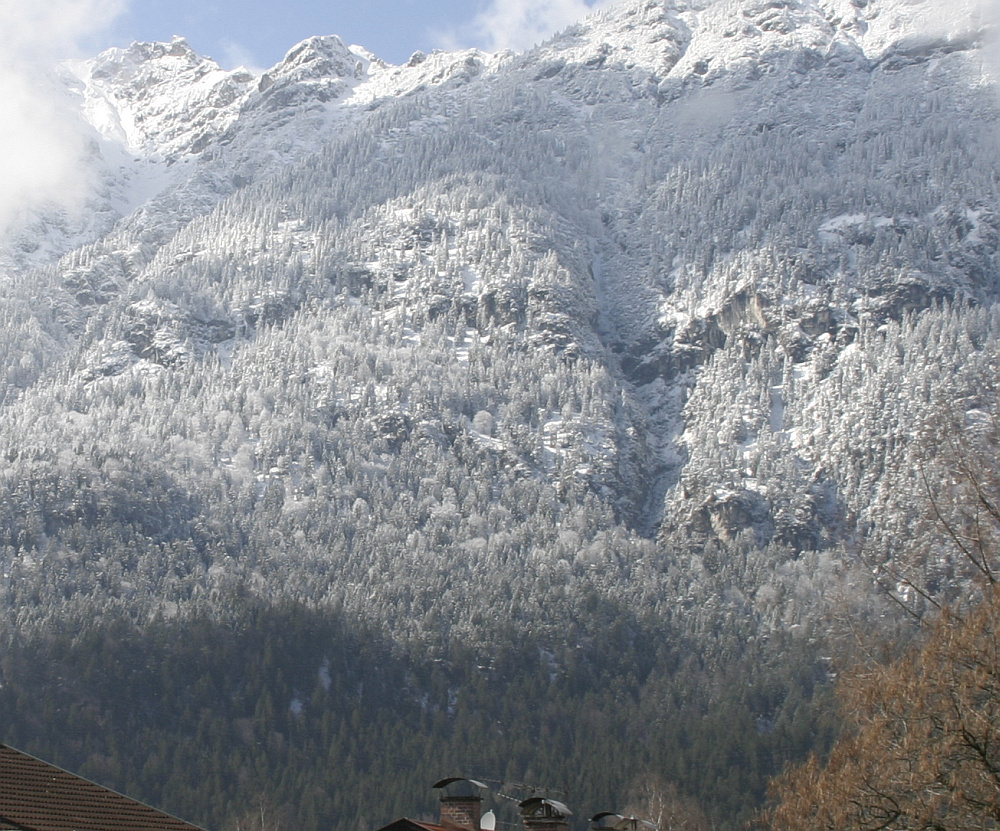
Die aktuelle Schneegrenze ist im unteren Drittel des Fotos zu sehen. Diese ist identisch mit der Schneefallgrenze des letzten Schnee-Niederschlags, wenn es kürzlich schneite bzw. der Schnee bei Temperaturen unter 0 °C liegen bleibt.

Schneegrenze bezeichnet zwei unterschiedliche Höhengrenzen im Gebirge, oberhalb derer Schnee am Boden liegen bleibt.
- Zumeist ist damit die Klimatische Schneegrenze gemeint: Das ist die (weitgehend) statische Trennlinie zwischen ganzjährig schneebedeckten und zeitweise schneefreien Gebieten. Sie wird hauptsächlich klimatisch durch die geografische Lage. d. h., den Breitengrad und die Stärke der Sonneneinstrahlung durch Exposition (Sonnen- oder Schattenhang) und den Bewölkungsgrad bestimmt. So kann sie in feuchtkühlen, wolkenreichen Seeklimaten noch bei Jahresmitteltemperaturen von +4 bis 5° C liegen, während sie im wolkenarmen, trockenen Kontinentalklima mindestens –8 bis –10° C benötigt.[1] Oberhalb der klimatischen Schneegrenze befindet sich die Nivale Höhenstufe.
- Seltener ist die Aktuelle (auch temporäre) Schneegrenze gemeint: Dies ist die veränderliche momentane Trennlinie zwischen schneebedecktem und schneefreiem Gebiet. Sie liegt bei Tauwetter unterhalb der Schneefallgrenze. Die Lage der aktuellen Schneegrenze ist demnach witterungsbedingt.

Die Grenze des Schneefalls ist die wetterbedingte Höhe, bis zu der überhaupt Niederschlag in Schneeform stattfindet.

## Klimatische Schneegrenze
Schneegrenzen hängen vom Klima und von der geografischen Breite ab. Während die klimatische Schneegrenze in der tropischen Zone der Erde auf über 6000 m liegt, bleibt der Schnee in mittleren Breiten bereits auf 3000 m liegen. In der Arktis und Antarktis liegt die Schneegrenze unwesentlich über der Meereshöhe.
Es lassen sich zwei klimatisch bedingte Schneegrenzen unterscheiden:
- Die Firngrenze (die eigentliche klimatische Schneegrenze) stellt die Grenze zur geschlossenen Schneedecke dar. Das bedeutet, dass der abgelagerte Schnee nicht mehr abschmilzt und aufgrund des Antauens im Sommerhalbjahr zu Firn wird.
- Die Orografische Schneegrenze gibt hingegen an, wie weit talwärts sich einzelne Schneeflecken an geschützten oder schattigen Stellen den Sommer über halten können (Altfirnreste, Toteis).

Orografische und Firngrenze können umso mehr auseinanderliegen, je steiler das Gebirge ist, weil die Unterschiede des lokalen Wetters meist mit der Geländeneigung zunehmen.

## Gleichgewichtslinie
Die durchschnittliche Höhenlage der Firngrenze auf Gletschern im Hochgebirge fällt genähert mit der Grenze zwischen Nähr- und Zehrgebiet – der sogenannten Gleichgewichtslinie – zusammen. Oberhalb dieser Grenze, die in den Alpen knapp unter 3000 m Höhe liegt, führt fast jeder Schneefall zu Firn- und infolge der Metamorphose zu Eisbildung, unterhalb der Schneegrenze schmilzt der Schnee im Sommer. Dabei bedeutet „schneefrei“ (aper) nicht „eisfrei“: Auch Gletscher können ausapern – das heißt, die Schneedecke schmilzt ab und das Alteis liegt frei.

## Ansteigen der Schneegrenze infolge der globalen Erwärmung
Infolge der globalen Erwärmung lässt sich in den letzten Jahren ein Ansteigen der Schneegrenze und somit ein Abschmelzen der unter dieser Grenze gelegenen Gletscher beobachten. Da die Temperatur in der unteren Atmosphäre mit durchschnittlich 6 °C pro Kilometer nach oben abnimmt, bedeutet ein durchschnittlicher Temperaturanstieg von 2 °C im Jahresmittel ein Ansteigen der Schneegrenze um rund 300 Meter.

## Einige Daten zur klimatischen Schneegrenze
Die Firn- oder klimatische Schneegrenze hängt – wie oben angedeutet – nicht nur von der geographischen Breite ab, sondern auch vom regionalen Kleinklima. Sie wird unter anderem vom Abstand zur Küste bestimmt (mariner Temperaturausgleich), von der Menge der Niederschläge, vom Verlauf warmer Meeresströmungen und von der Geländeform.
Die untenstehende Tabelle gibt einige Durchschnittswerte und die Breitenlagen an:
| Region                    | B (°) | H (m)     | klimatologische Faktoren                |
| ------------------------- | ----- | --------- | --------------------------------------- |
| Spitzbergen (Inselgruppe) | 78    | 0300–0600 |                                         |
| Skandinavien bei          | 67    | 1000–1500 | Golfstrom                               |
| Island                    | 65    | 0700–1100 | Golfstrom                               |
| Skandinavien bei          | 62    | 1200–2200 |                                         |
| Alpen (Nordseite)         | 48    | 2500–2800 | atlantischer Nordstau                   |
| Zentralalpen              | 47    | 2900–3200 |                                         |
| Alpen (Südseite)          | 46    | 2700–2800 | gleichmäßigeres Klima (Mittelmeerklima) |
| Pyrenäen                  | 43    | 2600–2900 | vgl. Neuseeland auf −43                 |
| Kaukasus                  | 43    | 2700–3800 | Kontinentalklima                        |
| Karakorum                 | 36    | 5400–5800 | Kontinentalklima                        |
| Transhimalaya             | 30–33 | 6300–6500 | Kontinentalklima                        |
| Himalaya                  | 30    | 4800–6000 | Abschattung                             |
| Kenia                     | 0     | 4600–4700 | Tropen                                  |
| Neuguinea                 | −2    | 4600–4700 | kaum Jahreszeiten                       |
| Anden in Ecuador          | −2    | 4800–5000 | Tropen                                  |
| Kilimandscharo            | −3    | 5500–5600 | Tropen                                  |
| Anden in Chile            | −27   | 5800–6500 | milde Wintertemperaturen                |
| Neuseeland                | −43   | 1600–2700 |                                         |
| Feuerland                 | −54   | 0800–1300 |                                         |
| Antarktische Halbinsel    | −70   | 00–0400   |                                         |